# Ludovic Martin
Ludovic Martin (Mantes-la-Jolie, 17 maart 1976) is een voormalig Frans wielrenner.

## Biografie
In april 2000 won hij de vierde etappe in de kleine Bretonse rittenkoers Ruban Granitier Breton. Onder andere hierdoor verdiende hij een stageplaats bij de grote Franse wielerploeg Crédit Agricole. Hij werd prompt zevende in de Ronde van de Toekomst. Hij kwam na de Ronde van de Toekomst echter niet meer tot grote resultaten. Verder dan een tweede en een enkele derde plaats in kleine Franse wedstrijdjes en kermiskoersen kwam Martin niet.
Vanaf 2003 kwam hij uit voor Jean Delatour, dat later R.A.G.T. heette. Hij mocht in 2004 in de Tour de France uitkomen en eindigde de 119e plaats in het eindklassement. In de zware bergrit van Le Bourg-d'Oisans naar Le Grand-Bornand rijdt hij in een kopgroep met Rolf Aldag, Michele Bartoli, Filippo Simeoni en Gilberto Simoni, maar het lukt ze niet om de vlucht te volbrengen. Martin wordt ingehaald op de Col de la Forclaz en de tenoren denderen ook over de rest van de kopgroep heen.

## Overwinningen
2000
- 4e etappe Ronde van Bretagne

2006
- Eindklassement Tour Nivernais Morvan
- Eindklassement Ronde van Gévaudan Languedoc-Roussillon

## Resultaten in voornaamste wedstrijden
| Jaar | Ronde van Italië | Ronde van Frankrijk | Ronde van Spanje |
| ---- | ---------------- | ------------------- | ---------------- |
| 2001 |                  |                     |                  |
| 2004 |                  | 119e                |                  |

| Jaar | Luik-Bast.‑Luik |
| ---- | --------------- |
| 2001 | 104e            |
| 2004 |                 |